# Winry Rockbell
Winry Rockbell (ウィンリィ・ロックベル, Winrī Rokkuberu) és un personatge de l'anime i manga Fullmetal Alchemist.
És amiga de la infància dels germans Edward Elric i Alphonse Elric, té la mateixa edat que l'Ed. Viu en Rizenbul amb la seva àvia, des de la mort dels seus pares en la guerra d'Ishval. És una experta en implants autòmats, com la Pinako, i mecànica particular de l'Edward Elric. És una fanàtica de les màquines en general. Té un gos que es diu Den.
Tot i que es preocupa molt pels germans Elric, els quals tracta com a germans seus, ells procuren deixar-la al marge dels seus problemes pel seu propi bé, cosa que l'exaspera molt. Sent alguna cosa per l'Edward, tal com ho confessa a Riza Hawkeye en el manga.

## Curiositats
En un dels OVAs es veu com un dels descendents de l'Edward en aquest món és una nena que s'assembla molt a la Winry de petita. Això fa pensar que hi va trobar a algú en aquest món que era el reflex de la seva amiga, o que d'alguna forma els seus descendents es van emparentar amb descendents d'aquella que era reflex de la Winry.
En un altre dels OVAs es veu quan s'omple de gelosia en veure la foto de l'Ed amb la gitana anomenada Noa. Ella li està donant un petó al front mentre l'Edward dorm, gràcies a això la Winry es llença a sobre de l'Edward a desmantelar-lo (això sembla, ja que l'ataca amb eines seves) tota gelosa.